# صومعه کریستاپور مقدس
صومعه کریستاپور مقدس (ارمنی: Սուրբ Քրիստափորի վանք; انگلیسی: Saint Christopher Monastery) یک صومعه حواری ارمنی واقع در روستای داشتادم، در استان آراگاتسوتن، ارمنستان می‌باشد. ساخت و ساز این ساختمان بین سده ۷ام میلادی؛ به پایان رسید. این بنا به سبک معماری ارمنی طراحی شده‌است.

## نگارخانه

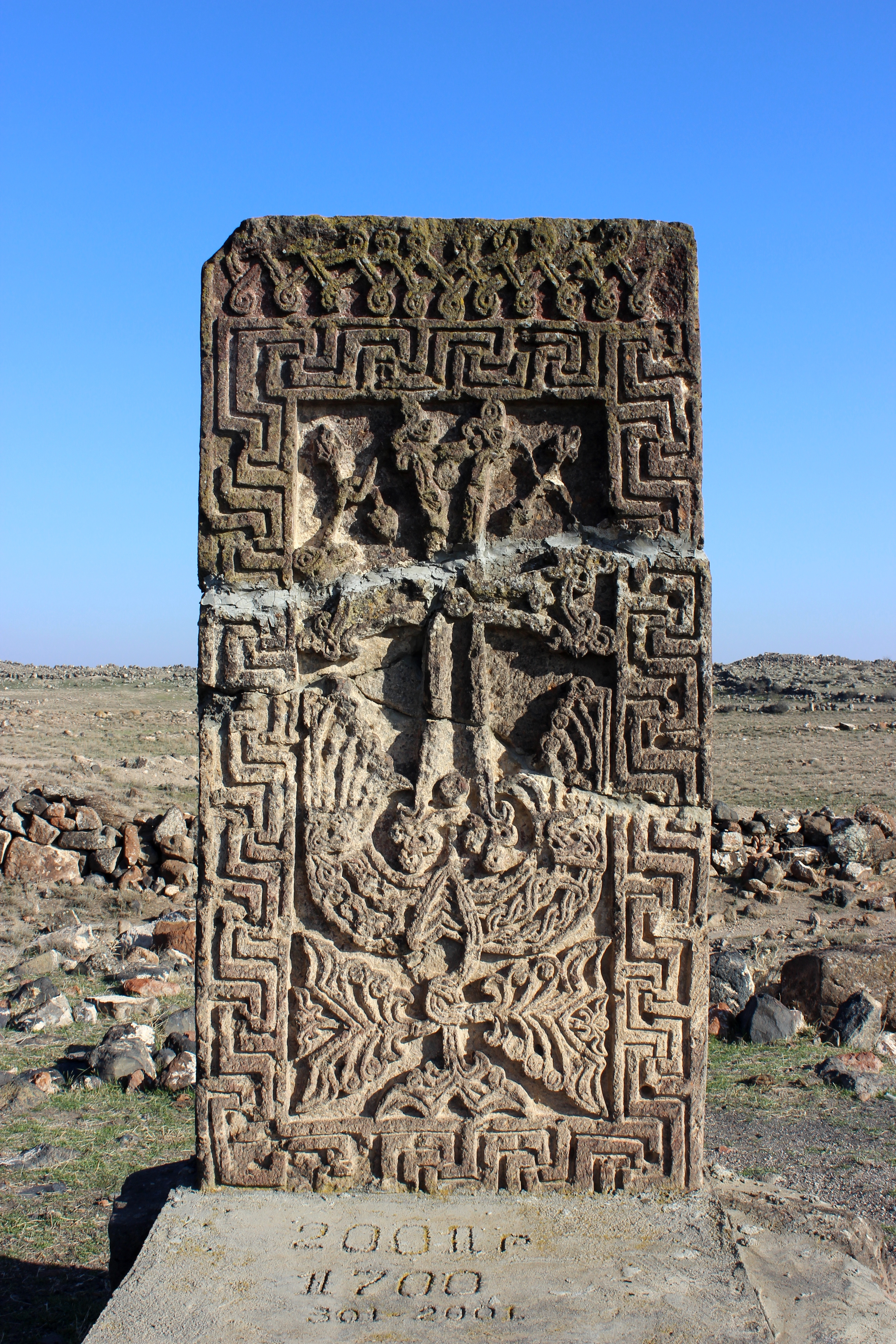
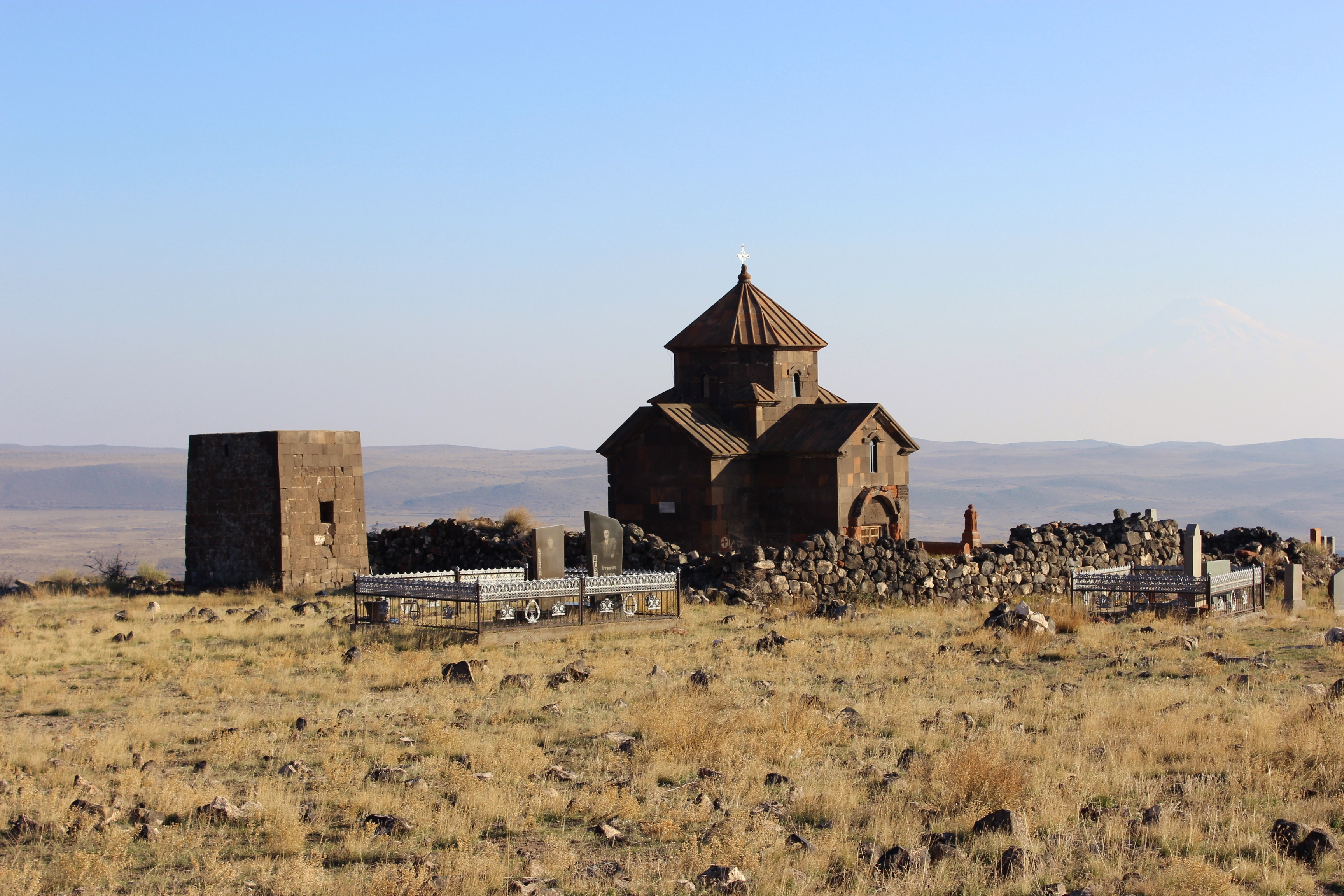
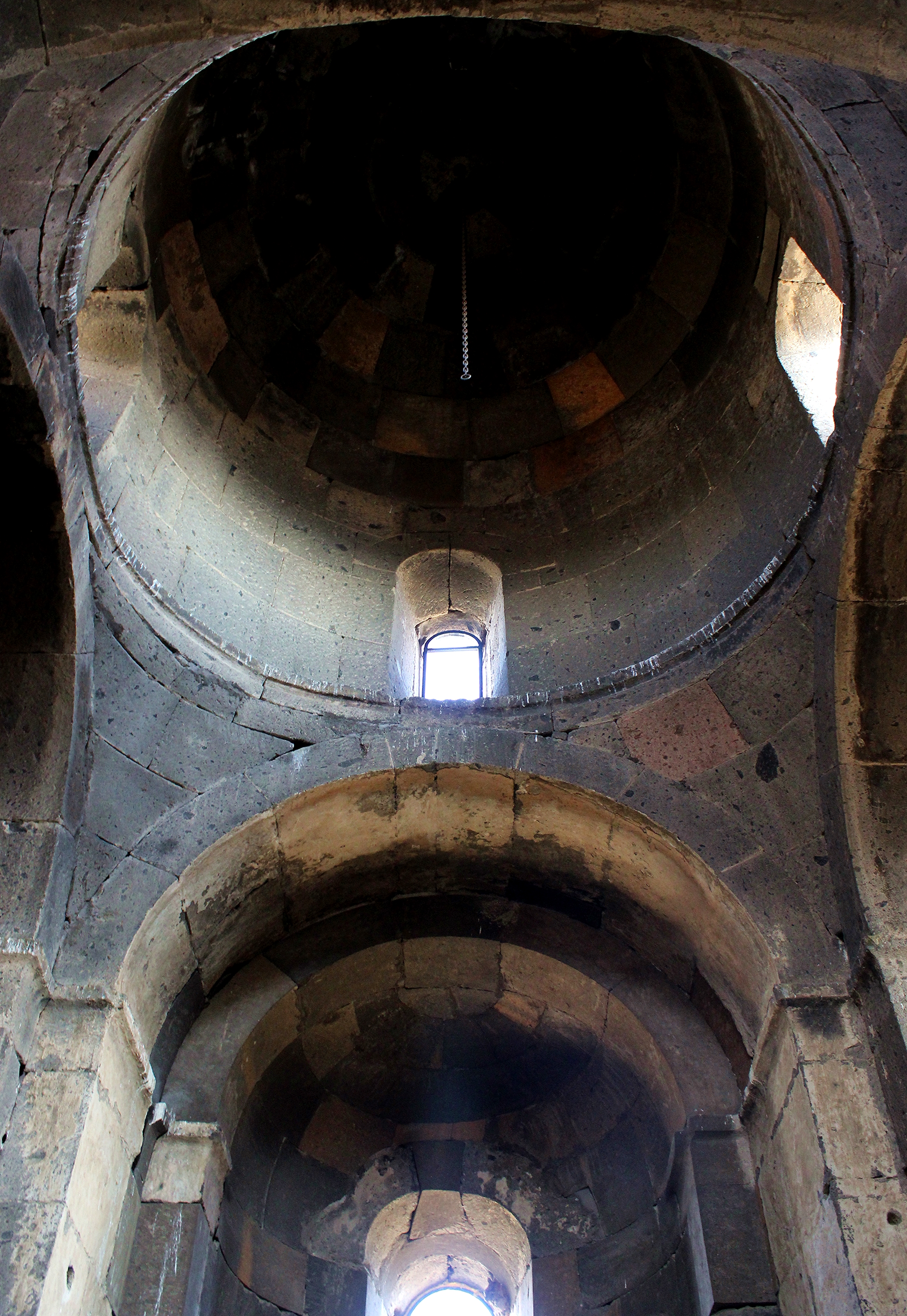